# Загородная улица (Ялта)
Загородная улица — улица в историческом центре Ялты. Поднимается от Садовой улицы по склону холма Дарсан.

## История
Проложена в начале 1910-х годов (на карте Ялты 1904 года ещё не показана). Название не меняла.
В 1909—1914 годах на улице была возведена Церковь Святой Рипсиме.

## Достопримечательности

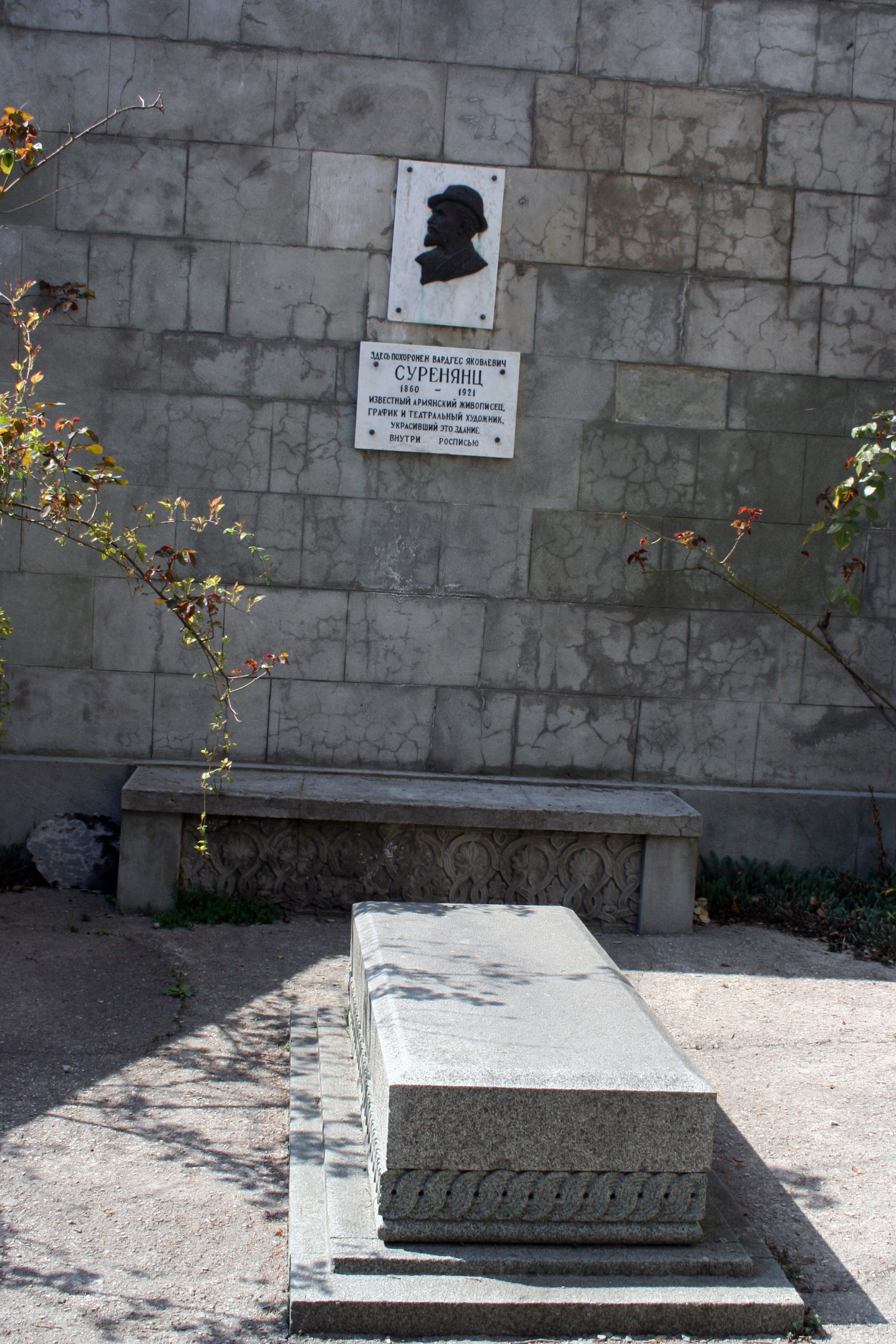
Могила художника Вардгеса Суренянца

д. 3, литер «А» — Церковь Святой Рипсиме (архитектор Г. Тер-Микелов, скульптор С. Меркуров; художник В. Суренянц) Объект культурного наследия народов РФ регионального значения. Рег. № 911711082200005 (ЕГРОКН) Памятник культурного наследия Украины местного значения. Охр. № 4883-АР
Могила художника Вардгеса Суренянца (1860—1921)  Объект культурного наследия народов РФ регионального значения. Рег. № 911710906340005 (ЕГРОКН)

## Улица в кинематографе
На улице снят ряд эпизодов фильма «Корона Российской империи, или Снова неуловимые»

## Известные жители
д. 5 — Вардгес Суренянц